# Öregrundsgrepen

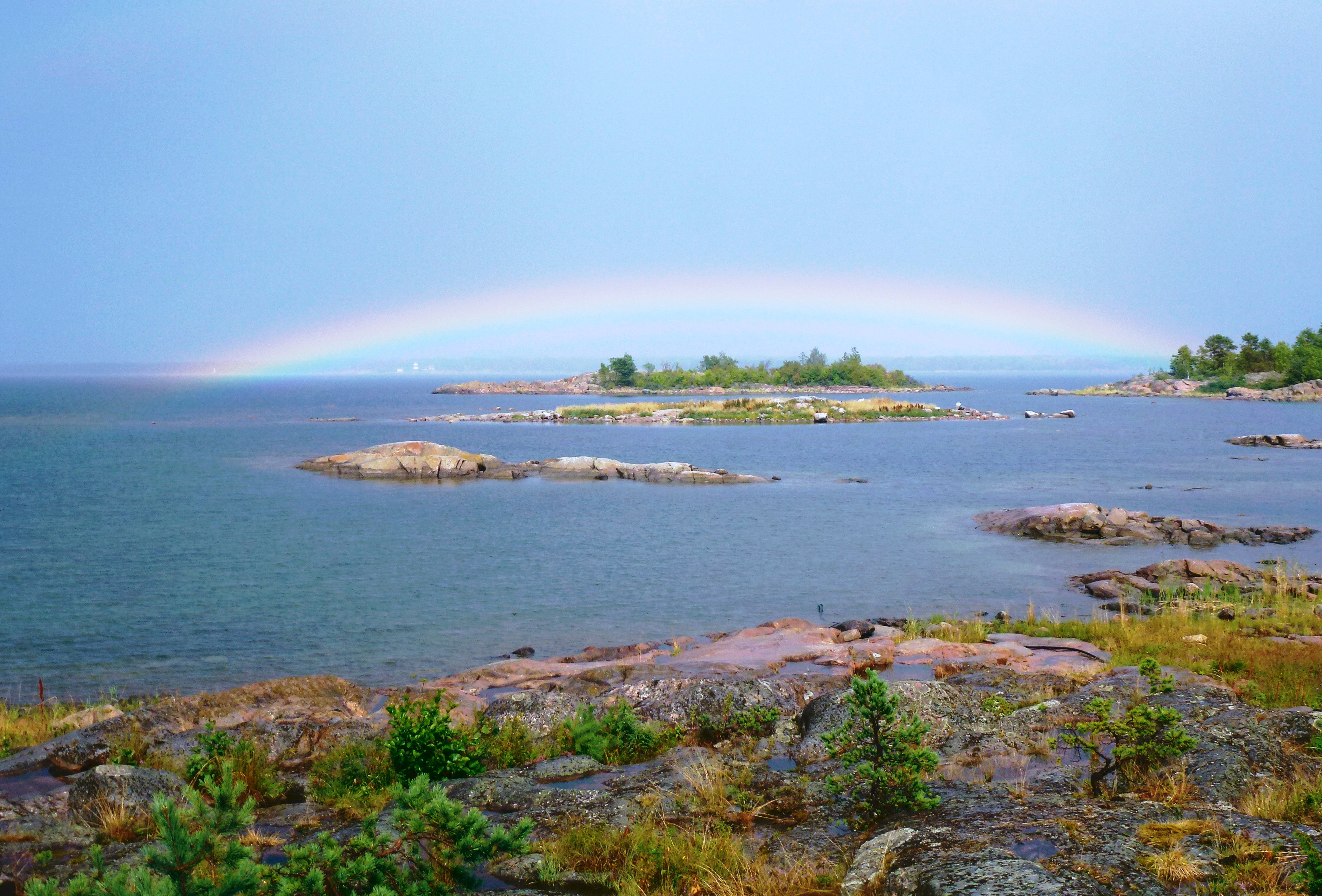
Öregrundsgrepen − vy från Kolskärsören

Öregrundsgrepen, ett avskilt parti av Bottniska vikens södra del. Från norr sträcker sig Öregrundsgrepen ner mellan Gräsö i öster och Upplands fastland i väster. Området ligger i norra delen av Uppsala län.
Vid inloppet i norr är Öregrundsgrepen omkring 15 km bred, avsmalnar den mot söder och övergår där i ett kilometerbrett sund, som söder om Gräsö för ut i Ålands hav. Där ligger staden Öregrund. Genom Öregrundsgrepen gick den inre segelleden och Gräsön utgjorde ett effektivt skydd när hårt väder gjorde att man inte kunde segla i de farliga farvattnen öster om ön. I Öregrund kunde man söka skydd och lä och avvakta lugnare väder. Vid Öregrundsgrepens västra sida ligger Forsmarks kärnkraftverk.

## Fyrskeppsstationen Grepen
Fyrskepp sattes ut 1872 och ersattes 1955 av kassunfyren Engelska Grundet.

### Skeppslista
| Nummer | Namn           | Tjänstgöringsår |
| ------ | -------------- | --------------- |
| 9      | Diana          | 1872-1874       |
| 12     | Grepen         | 1875-1882       |
| 20     | Grepen         | 1883-1947       |
| 19     | Norströmsgrund | 1948-1955       |

## Bilder

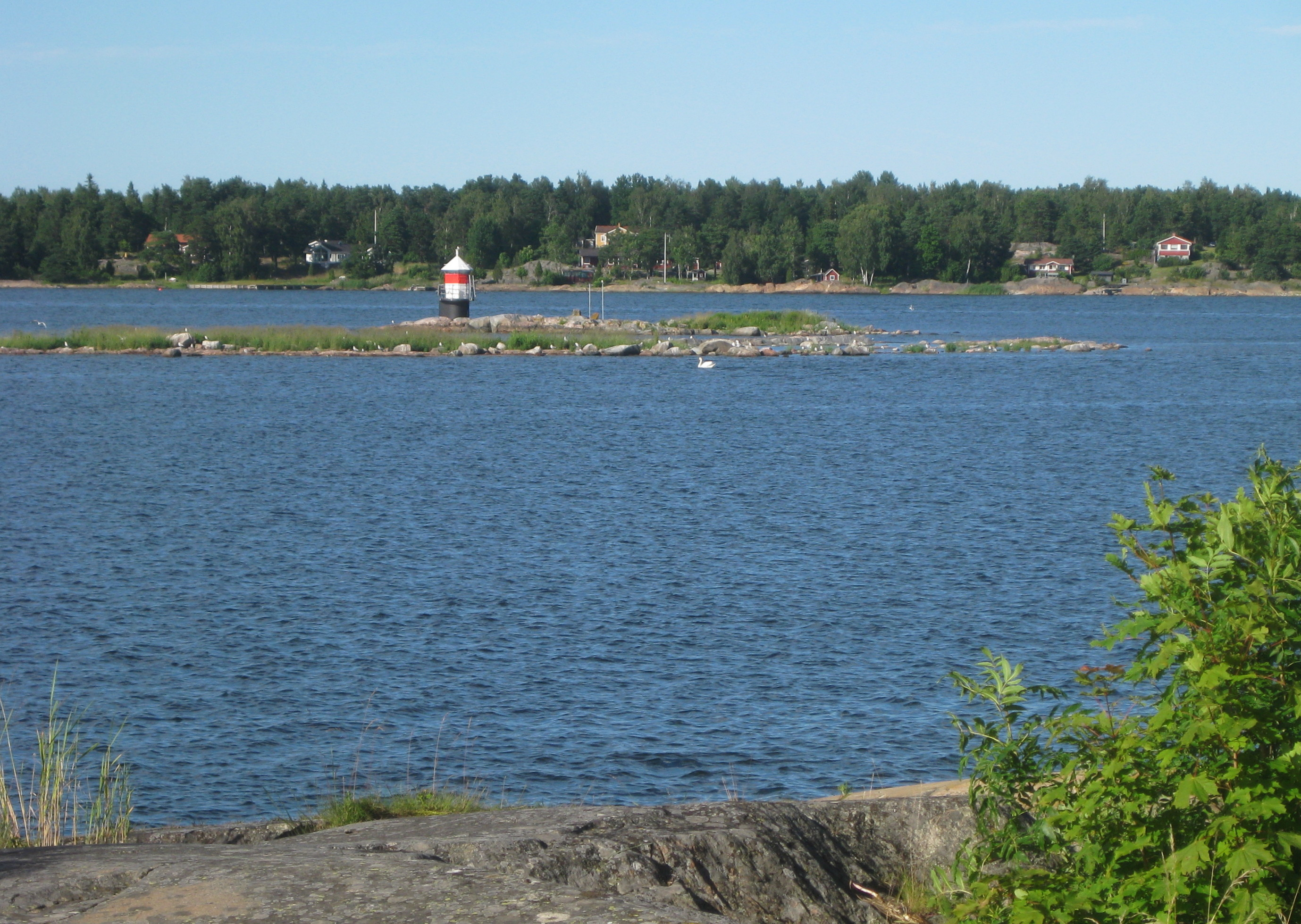
Dummelgrundets ledfyr vid Öregrund.
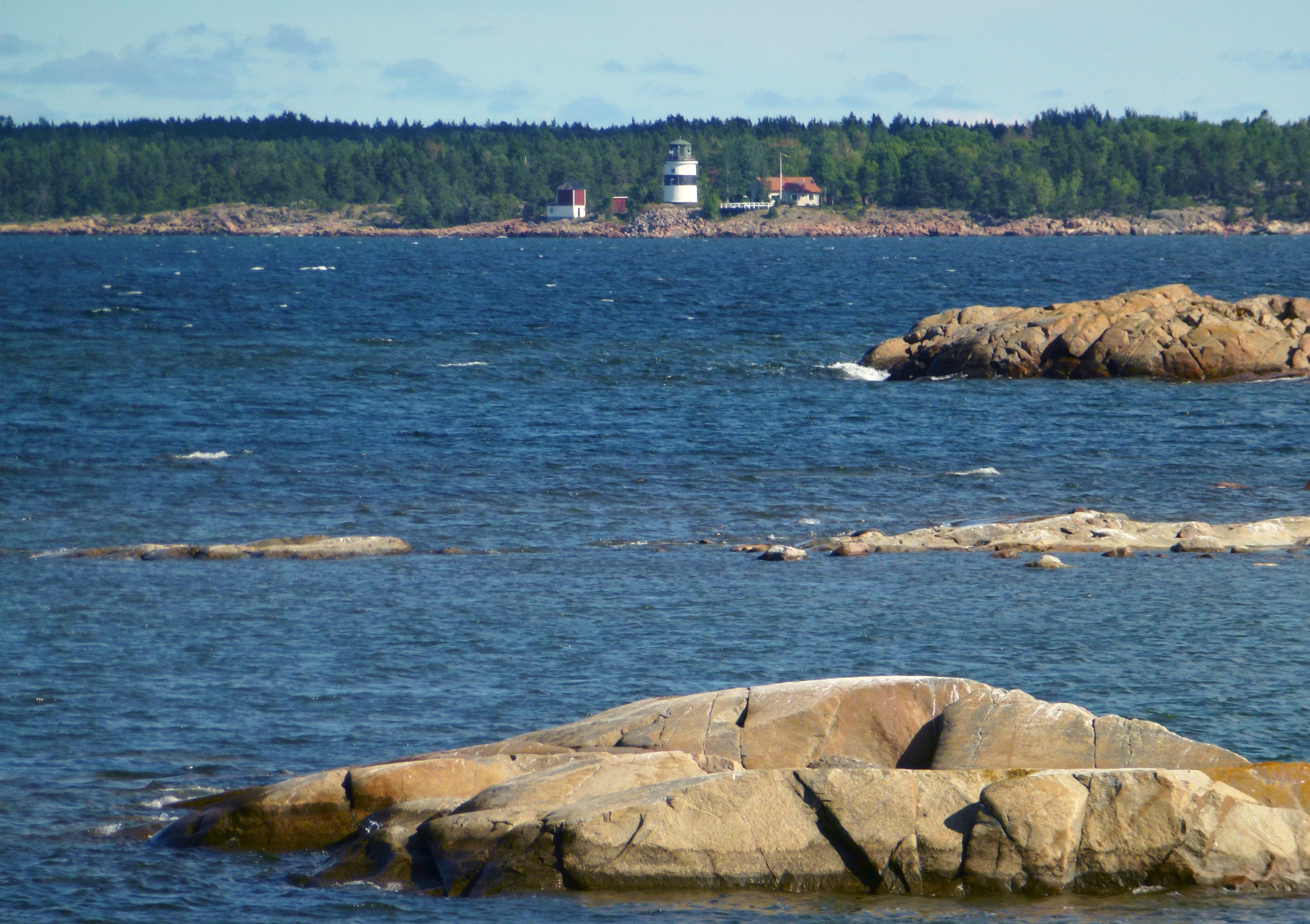
Djurstens fyr i Öregrundsgrepen.
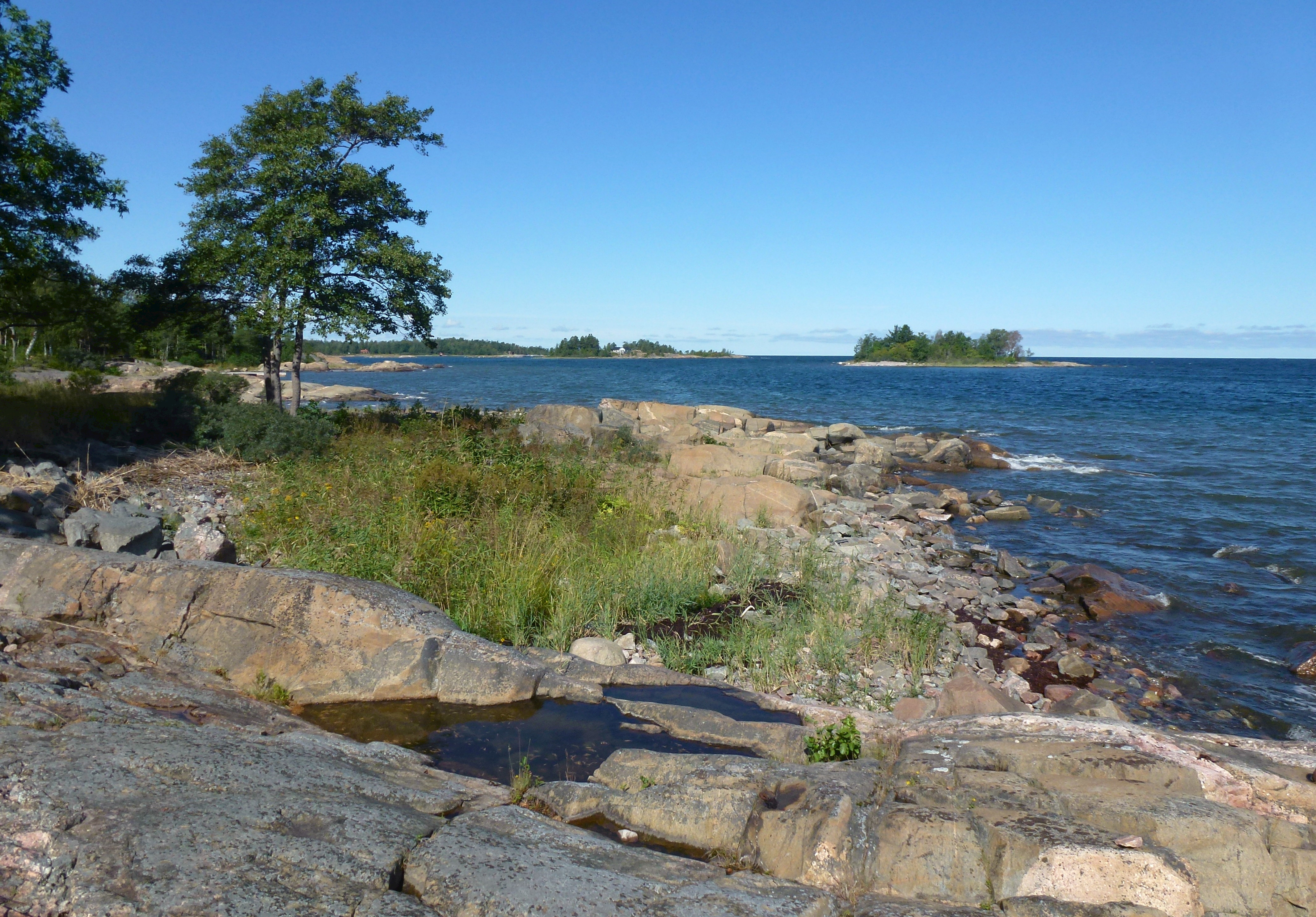
Öregrundsgrepen − vy från Skinnäsviken.
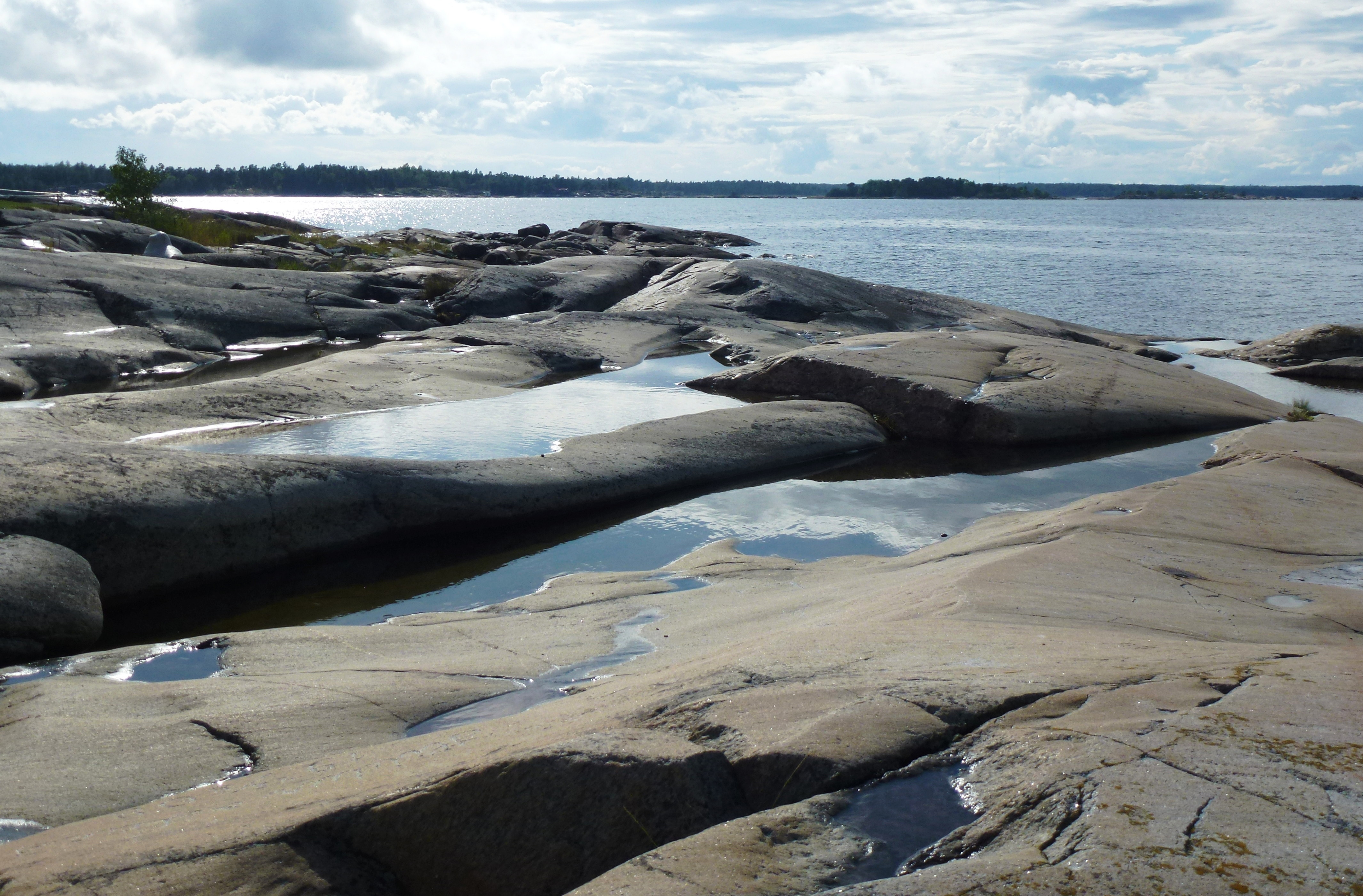
Öregrundsgrepen − vy från Öregrund.